# Купажированный виски
Купажи́рованный ви́ски (англ. blended whiskey) — смесь солодового и зернового виски. Зерновой виски используется при купажировании, так как его производство намного дешевле. Его перегоняют в колонных перегонных кубах, которые обеспечивают высокий выход напитка, хотя он имеет более нейтральный вкус.

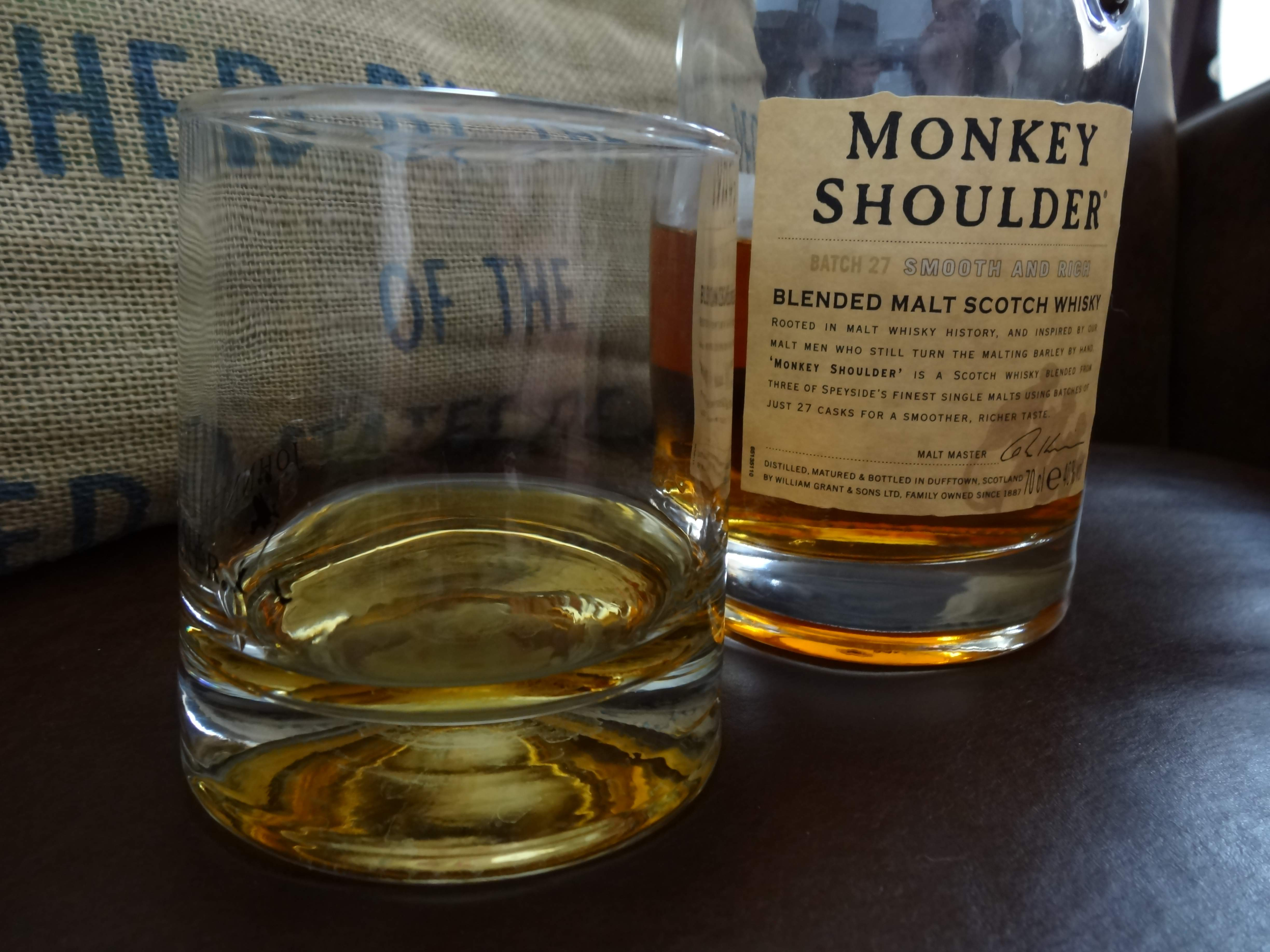
Monkey Shoulder - купажированный виски

## Купаж одной дистиллерии
Выдержка в дубовых бочках односолодового виски позволяет ему приобрести окончательный «характер», на который влияет ряд переменных характеристик. Эти переменные включают в себя климатические изменения во время хранения на складе и даже колебания в качестве древесины дуба, используемого для изготовления бочек.
Поскольку на конечный вкус односолодового виски влияет очень много факторов, почти все они сегодня производятся путём общего смешивания содержимого бочек. Это необходимо для получения продукта, который остается неизменным от одного разлива к другому. Мастер-блендер на дистиллерии пробует готовые к бутилированию бочки и смешивает их, чтобы создать продукт, соответствующий вкусовому профилю бренда. Не каждая бочка, произведенная на конкретной дистиллерии, точно соответствует тому вкусу и аромату, который ожидают потребители. Таким образом, для достижения ожидаемого вкуса требуется смесь виски из разных бочек.

## Типы купажированного виски
Купажированный солодовый виски: — смесь односолодовых виски от двух или более дистиллерий, которые смешиваясь получают специфические характеристики. В подобный вид купажа может входить только солодовый виски. При этом зерновой виски не используется. «Возраст» на этикетке соотносится с самым молодым из смешиваемых спиртов.
Купажированный зерновой виски: — смесь спиртов с двух или более дистиллерий, без солодового виски. Смешанный зерновой виски, как правило, «легче» и «мягче», чем купаж солодовых виски и купажированный виски.
Купажированный виски составляет около 90 % продаж шотландского виски. По своей сути это смесь солодового и зернового виски с нескольких разных дистиллерий, смешанных для придания более последовательного «характера», чем односолодовый виски, который может варьироваться в зависимости от партии.

## История купажированного виски
В Шотландии первыми дистилляторами были монахи, а позже фермеры, которые использовали ячменный солод в перегонных кубах в 1700-х и 1800-х годах. Дистилляция была нерегулярной и спирт производился небольшими порциями. Далее его продавали виноторговцам и бакалейщикам, которые перепродавали его в розницу бочонками. На тот момент идея массового производства стеклянных бутылок для виски ещё не была разработана. Пытаясь не отставать от спроса, владельцы магазинов начали создавать свои собственные купажи и таким образом создавать торговые марки.
В 1831 году Энеас Коффи изобрел перегонный куб Коффи — конструкцию колонного перегонного куба, позволяющую осуществлять непрерывный процесс дистилляции. Это стало альтернативой перегонному кубу, позволяющему проводить непрерывную перегонку путём повторного нагревания жидкости, а не перегонку партиями. Этот перегонный куб также может производить спирт с более высоким содержанием алкоголя. Коффи открыл возможность производства зернового виски, который позже стал использоваться для создания купажированного шотландского виски.
Купажирование виски началось в Шотландии в начале 1860-х годов Эндрю Ашером. В то время виски был крайне несбалансированным и крепким по вкусу, но шотландский пивовар обнаружил, что смешивая зерновые виски, он может создать более приятный на вкус напиток с более легким характером. Это означало, что такой виски будет нравиться большему количеству потребителей, а это делало его более востребованным и давало возможность увеличить спрос.
В 1920 году в Америке был принят запрет на покупку и продажу алкоголя. В результате контрафактные шотландский и ирландский виски были распространены по всей Америке. Бутлегерство стало большим бизнесом для тех, кто готов был рисковать, переправляя их через Атлантику.
Это привело к созданию рынка для шотландских и ирландских винокуренных заводов, который резко вырос после отмены запрета в 1933 году.
Излюбленный, хотя и незаконный, напиток во время сухого закона повысил спрос, продажи купажированного скотча и ирландского виски в США резко возросли. В период с 30-х по 60-е годы купажированный шотландский виски стал любимым напитком среди знаменитостей Голливуда. Это привело к множеству упоминаний виски в повседневной культурной жизни, такой как музыка и кино.

## Вкус купажированного виски
Вкусы варьируются, как и в любой другой категории виски. Поскольку окружающая среда влияет на характеристики напитка, никогда не бывает двух одинаковых солодов. Смешивая несколько видов виски, дистиллерия может сохранить постоянство ароматов бренда. При этом купажированный виски имеет сладкий вкус с нотками ванили, вишни, цукатов или шоколада. Он также может иметь дымный или торфяной вкус с оттенками кожи и сухофруктов. Как правило, он более мягкий и доступный, чем односолодовый.

## Процесс производства
Доля солода в купажах колеблется от 10 % до 15 %. Интенсивные солода нужны для достижения значимого эффекта с небольшим процентным содержанием исходного продукта. Низинные солоды играют важную роль в купажах: их мягкий аромат является связующим звеном между зерновыми и хайлендскими или айлейскими солодами.
Процесс смешивания различных типов солодового виски с основным компонентом купажа и зерновым виски требует высочайших навыков и опыта от мастера купажа, в распоряжении которого более 100 различных солодовых виски. Мастер купажа обычно использует только от 30 до 40 различных видов односолодовых виски, из которых около десяти используются в значительных количествах. Остальные 20-30 разновидностей используются для улучшения вкусовых характеристик. Существуют редкие и, как правило, чрезвычайно дорогие купажи, состоящие из более чем 100 различных сортов солода.
Купаж создается систематически: сначала мастер выбирает около десяти солодовых виски. Это так называемые «свинцовый виски» (англ. Lead Whiskey). Эти сорта и определяют основной вкус купажа. Солод обычно поступает из разных регионов Шотландии (Низины, Хайлендс, Острова). Солод из Хайленда (Спейсайд) обеспечивает основной вкус и глубину купажа. Солод с острова Айлей придает аромат дыма, в то время, как выдержанный в бочках из-под хереса и виски Лоуленд, придают купажу мягкую фруктовую ноту.
К каждому из этих лид-виски прилагается аналогичный продукт, поэтому всегда есть замена, если одного из лид-виски нет в наличии. Часто продаваемые купажи поставляются с двумя-тремя вариантами солодов для ведущих торговых марок, чтобы повысить безопасность и стабильность производства.